# Coventry Climax
Coventry Climax foi uma fabricante de motores do Reino Unido, popular por suas passagens na Fórmula 1 na década de 1960.
Disputou 96 GPs conquistando: 40 vitórias, 44 poles, 44 melhores voltas, 104 podiuns, 4 títulos de pilotos e de contrutores em 1959, 1960, 1963 e 1965. 

Faliu em 1986.

## Motores na F1s
A Conventry fabricou os seguintes modelos:
- 1954 2.5 litre V-8 2.94 x 2.80" 264 bhp @ 7,900 rpm Godiva
- 1959 2.5 litre 4 cyl 3.70 x 3.50" 220 bhp @6,500 rpm
- 1960 2.5 litre 4 cyl 3.70 x 3.54" 240 bhp @ 6,750 rpm
- 1960 1.5 litre 4 cyl 3.20 x 2.80" Formula 2
- 1961 2.75 litre 4 cyl 3.78 x 3.74" Tasman and Indianapolis
- 1961 1.5 litre 4 cyl 3.22 x 2.80" 150 bhp @ 7,500 rpm
- 1962 1.5 litre V-8 2.48 x 2.36" 180 bhp @ 8,500 rpm
- 1963 1.5 litre V-8 2.675 x 2.03" 195 bhp @ 9,500 rpm fuel injection
- 1964 1.5 litre V-8 2.85 x 1.79" 200 bhp @ 9,750 rpm
- 1965 1.5 litre V-8 2.85 x 1.79" 210 bhp @ 10,500 rpm 4 valve/cyl
- 1966 2.0 litre V-8 2.85 x 2.36" 244 bhp @ 8,900 rpm 4 valve/cyl
- 1965 1.5 litre F-16 2.13 x 1.60" 220/225 bhp @ 12,000 rpm 2 valve/cyl

## Fornecimento de Motores
| Ano  | Construtor | Motor                                |
| ---- | ---------- | ------------------------------------ |
| 1957 | Cooper     | Climax FPF 2.0 L4                    |
| 1958 | Cooper     | Climax FPF 2.0 L4 Climax FPF 2.2 L4  |
| 1958 | Lotus      | Climax FPF 2.0 L4 Climax FPF 2.2 L4  |
| 1959 | Cooper     | Climax FPF 2.5 L4 Climax FPF 1.5 L4  |
| 1959 | Lotus      | Climax FPF 1.5 L4 Climax FPF 2.5 L4  |
| 1960 | Cooper     | Climax FPF 2.5 L4                    |
| 1960 | Lotus      | Climax FPF 2.5 L4                    |
| 1961 | Cooper     | Climax FPF 1.5 L4 Climax FWMV 1.5 V8 |
| 1961 | Lotus      | Climax FPF 1.5 L4                    |
| 1962 | Cooper     | Climax FPF 1.5 L4 Climax FWMV 1.5 V8 |
| 1962 | Lotus      | Climax FPF 1.5 L4 Climax FWMV 1.5 V8 |
| 1962 | Lola       | Climax FWMV 1.5 V8                   |
| 1962 | Emeryson   | Climax FPF 1.5 L4                    |
| 1962 | Brabham    | Climax FWMV 1.5 V8                   |
| 1963 | Cooper     | Climax FWMV V8 1.5 Climax FPF L4 1.5 |
| 1963 | Lotus      | Climax FWMV V8 1.5 Climax FPF L4 1.5 |
| 1963 | Lola       | Climax FWMV V8 1.5                   |
| 1963 | Brabham    | Climax FWMV V8 1.5                   |
| 1964 | Cooper     | Climax FWMV V8 1.5 Climax FPF L4 1.5 |
| 1964 | Lotus      | Climax FWMV V8 1.5 Climax FPF L4 1.5 |
| 1964 | Brabham    | Climax FWMV V8 1.5                   |
| 1964 | Scirocco   | Climax FWMV V8 1.5                   |
| 1965 | Cooper     | Climax FPF 1.5 L4 Climax FWMV V8 1.5 |
| 1965 | Lotus      | Climax FWMV V8 1.5                   |
| 1965 | Brabham    | Climax FWMV V8 1.5                   |
| 1966 | Lotus      | Climax FWMV 2.0 V8                   |
| 1966 | Brabham    | Climax FPF 2.8 L4 Climax FWMV 2.0 V8 |
| 1966 | Eagle      | Climax FPF 2.8 L4                    |
| 1966 | Shannon    | Climax FPE 3.0 V8                    |
| 1967 | Brabham    | Climax FPF 2.8 L4 Climax FWMV 2.0 V8 |
| 1967 | LDS        | Climax FPF 2.8 L4                    |
| 1967 | Cooper     | Climax FPE 2.0 V8 Climax FWMV 1.5 V8 |
| 1967 | Eagle      | Climax FPF 2.8 L4                    |
| 1967 | Lotus      | Climax FWMV 2.0 V8                   |
| 1968 | Brabham    | Repco 860 3.0 V8 Climax FPF 2.8 L4   |
| 1968 | Cooper     | Climax FPF 2.8 L4                    |
| 1969 | Brabham    | Climax FPF 2.8 L4                    |
| 1969 | Eagle      | Climax FPF 2.8 L4                    |

## Títulos

### Campeonato de Pilotos[1]
| Ano  | Piloto       |
| ---- | ------------ |
| 1959 | Jack Brabham |
| 1960 | Jack Brabham |
| 1963 | Jim Clark    |
| 1965 | Jim Clark    |

### Campeonato de Constutores[1]
| Ano  | Equipe |
| ---- | ------ |
| 1959 | Cooper |
| 1960 | Cooper |
| 1963 | Lotus  |
| 1965 | Lotus  |

## Números na Fórmula 1
- Vitórias: 40[2] (41,240%[3])
- Pole-Positions: 44[4] (45,360%[5])
- Voltas Mais Rápidas: 44[6]
- Triplos (Pole, Vitória e Volta Mais Rápida) 28[7] (não considerando os pilotos, apenas o motor)
- Pontos: 866,5[8]
- Pódiuns: 63[9]
- Grandes Prêmios: 97[10] (Todos os Carros: 725[11])
- Grandes Prêmios com Pontos: 77[12]
- Largadas na Primeira Fila: 57[13]
- Posição Média no Grid: 10,746[14]
- Km na Liderança: 14.713,644 Km[15]
- Primeira Vitória: 6 Corridas[16]
- Primeira Pole Position: 16 Corridas[17]
- Não Qualificações: 21[18]
- Desqualificações: 6[19]
- Porcentagem de Motores Quebrados: 42,760%[20]